# Diplomitoporus overholtsii
Diplomitoporus overholtsii är en svampart som först beskrevs av Albert Pilát, och fick sitt nu gällande namn av Gilb. & Ryvarden 1985. Diplomitoporus overholtsii ingår i släktet Diplomitoporus och familjen Polyporaceae.   Inga underarter finns listade i Catalogue of Life.